# Tréfumel
Tréfumel (bret. Trefermael) – miejscowość i gmina we Francji, w regionie Bretania, w departamencie Côtes-d’Armor.
Według danych na rok 1990 gminę zamieszkiwały 262 osoby, a gęstość zaludnienia wynosiła 45 osób/km² (wśród 1269 gmin Bretanii Tréfumel plasuje się na 965. miejscu pod względem liczby ludności, natomiast pod względem powierzchni na miejscu 996.).